# Konceptalbum
Ett konceptalbum är ett musikalbum där låtarna bildar en enhet som baseras på ett gemensamt koncept. Detta innebär som regel antingen att låtarna kretsar kring en tematisk kärna, eller att de bildar en lång sammanhängande berättelse (se även rockopera).
De första konceptalbumen kom redan på 1930-talet, men de blev vanligare och populärare först på 1960-talet då exempelvis The Beach Boys släppte Pet Sounds (1966) och The Beatles släppte sitt album Sgt. Pepper's Lonely Hearts Club Band (1967). Med The Whos Tommy (1969) blev berättande konceptalbum särskilt populära. Under 1970-talet blev konceptalbum kännetecknande för den progressiva rocken; Pink Floyds The Dark Side of the Moon, Yes Tales from Topographic Oceans och Gentle Giants The Power and the Glory är några exempel.

## Exempel på konceptalbum i kronologisk ordning

### Konceptalbum där låtarna kretsar kring samma tema
- The Beach Boys - Pet Sounds (1966)
- Frank Zappa & The Mothers of Invention - Freak Out! (1966)
- The Beatles - Sgt. Pepper's Lonely Hearts Club Band (1967)
- The Who - The Who Sell Out (1967)
- The Kinks - The Village Green Preservation Society (1968)
- UFO - Flying (1971)
- Jethro Tull - Thick as a Brick (1972)
- Jethro Tull - A Passion Play (1973)
- Pink Floyd - The Dark Side of the Moon (1973)
- Rick Wakeman - The Six Wives of Henry VIII (1973)
- Yes - Tales from Topographic Oceans (1973)
- Queen - Queen II (1974)
- Gentle Giant - The Power and the Glory (1974)
- Alice Cooper - Welcome to my Nightmare (1975)
- Pink Floyd - Wish You Were Here (1975)
- Pink Floyd - Animals (1977)
- Kiss - Music from "The Elder" (1981)
- Marillion - Misplaced Childhood (1985)
- U2 - War
- Cradle of Filth - Cruelty and the Beast (1998)
- The Offspring - Americana (1998)
- Metallica - St. Anger (2003)
- Muse - Absolution (2003)
- Lordi -  The Monsterican Dream (2004)
- Dream Theater -  Octavarium (2005)
- Iron Maiden - A Matter of Life and Death (2006)
- Manowar - Gods of War (2007)
- Dimmu Borgir - In Sorte Diaboli (2007)
- Sabaton - The Art of War (2008)
- Judas Priest - Nostradamus (2008)
- Brad Mehldau - Highway Rider (2010)

### Konceptalbum där låtarna bildar en berättelse
- Small Faces - Ogden's Nut Gone Flake (1968)
- The Who - Tommy (1969)
- The Kinks - Arthur (or the Decline and Fall of the British Empire) (1969)
- David Bowie - The Rise and Fall of Ziggy Stardust and the Spiders from Mars (1972)
- The Who - Quadrophenia (1973)
- The Kinks - Preservation Act 1 & 2 (1973,1974)
- Lou Reed - Berlin (1973)
- Genesis - The Lamb Lies Down on Broadway (1974)
- Camel - The Snow Goose (1975)
- Eloy - Power and the Passion (1975)
- Alice Cooper - Alice Cooper Goes to Hell (1976)
- Rush - 2112 (1976)
- Jethro Tull - Too Old to Rock 'n' Roll: Too Young to Die! (1976)
- Storm - Casanova i Mjölby (1977)
- Jeff Wayne's Musical Version of The War of the Worlds (1978)
- Frank Zappa - Joe's Garage (1979)
- Pink Floyd - The Wall (1979)
- Styx - Kilroy Was Here (1983)
- Peter Maffay - Tabaluga (1983)
- Iron Maiden - Seventh Son of a Seventh Son (1988)
- King Diamond - Them (1988)
- Queensryche - Operation: Mindcrime (1988), och Operation: Mindcrime II (2006)
- Roger Waters - Amused to Death (1992)
- W.A.S.P. - The Crimson Idol (1992)
- Robert Broberg - Målarock (1993)
- Marillion - Brave (1994)
- Nine Inch Nails - The Downward Spiral (1994)
- Prince Paul - A Prince Among Thieves (1999) samt Psychoanalysis (What Is It ?) (1996)
- Marilyn Manson - Antichrist Superstar (1996)
- Dream Theater - Metropolis Part 2: Scenes from a Memory (1999)
- Doktor Kosmos - Evas Story (2000)
- Pain of Salvation - The Perfect Element, part I (2000)
- Tobias Sammet - Avantasia (2000)
- Green Day - American Idiot (2004)
- My Chemical Romance - The Black Parade (2006)
- Dimmu Borgir -  In Sorte Diaboli (2007)
- Mörk Gryning - 1000 år har gått
- Ayreon - 01011001 (2008), The Human Equation (2004), samt Universal Migrator Part 1: The Dream Sequencer och Universal Migrator Part 2: Flight of the Migrator (2000).
- King Diamond - Samtliga album utom Fatal Portrait och The Spider's Lullabye där bara en del av skivan är en historia.
- Rhapsody of Fire - Samtliga album. De fyra första bildar "The Emerald Sword Saga" ( Legendary Tales,  Symphony of Enchanted Lands,  Dawn of Victory samt  Power of the Dragonflame), de två senaste albumen är början på "The Dark Secret Saga ( *Symphony of Enchanted Lands II: The Dark Secret,  Triumph or Agony).
- Green Day - 21st Century Breakdown (2009)
- Brad Mehldau - Highway Rider (2010)
- Coldplay - Mylo Xyloto (2011)
- Stefan Andersson - Teaterkungen (2011)
- Marina and the Diamonds - Electra Heart (2012)